# Kelloggella disalvoi
Kelloggella disalvoi és una espècie de peix de la família dels gòbids i de l'ordre dels perciformes.

## Morfologia
- Els mascles poden assolir 2,3 cm de longitud total.
- Nombre de vèrtebres: 26.[4]

## Hàbitat
És un peix marí, de clima tropical i bentopelàgic.

## Distribució geogràfica
Es troba al Pacífic sud-oriental: l'Illa de Pasqua.

## Observacions
És inofensiu per als humans.